# Purcell Mountains
Purcell Mountains – pasmo górskie w Kolumbii Brytyjskiej w Kanadzie, a także częściowo w USA. Stanowią część Columbia Mountains (wraz z Selkirk Mountains, Monashee Mountains i Cariboo Mountains). Znajdują się po zachodniej stronie Rowu Gór Skalistych, w części zwanej Columbia Valley, i po wschodniej stronie doliny jeziora Kootenay i rzeki Duncan.
Jedyną większą miejscowością w górach Purcell jest Panorama Ski Resort. Można w nich znaleźć też mniejsze miejscowości, jak Yakh lub Moyie.
Południowa część pasma znajduje się na terenie amerykańskich stanów Idaho i Montana. Na terenie USA góry te nazywane są Percell Mountains i uznawane są za część Gór Skalistych (w terminologii kanadyjskiej to określenie zarezerwowane jest dla gór znajdujących się na wschód od Rowu Gór Skalistych).
Góry uformowane zostały w proterozoiku. Składają się głównie ze skał osadowych, takich jak piaskowiec i wapień, których powstanie szacuje się na około 1,5 mld lat temu.

## Najwyższe szczyty
- Mount Farnham – 3493 m n.p.m.
- Mount Jumbo – 3429 m n.p.m.
- Howser Spire – 3399 m n.p.m.
- Mount Delphine – 3399 m n.p.m.